# Lista de episódios de Teen Wolf

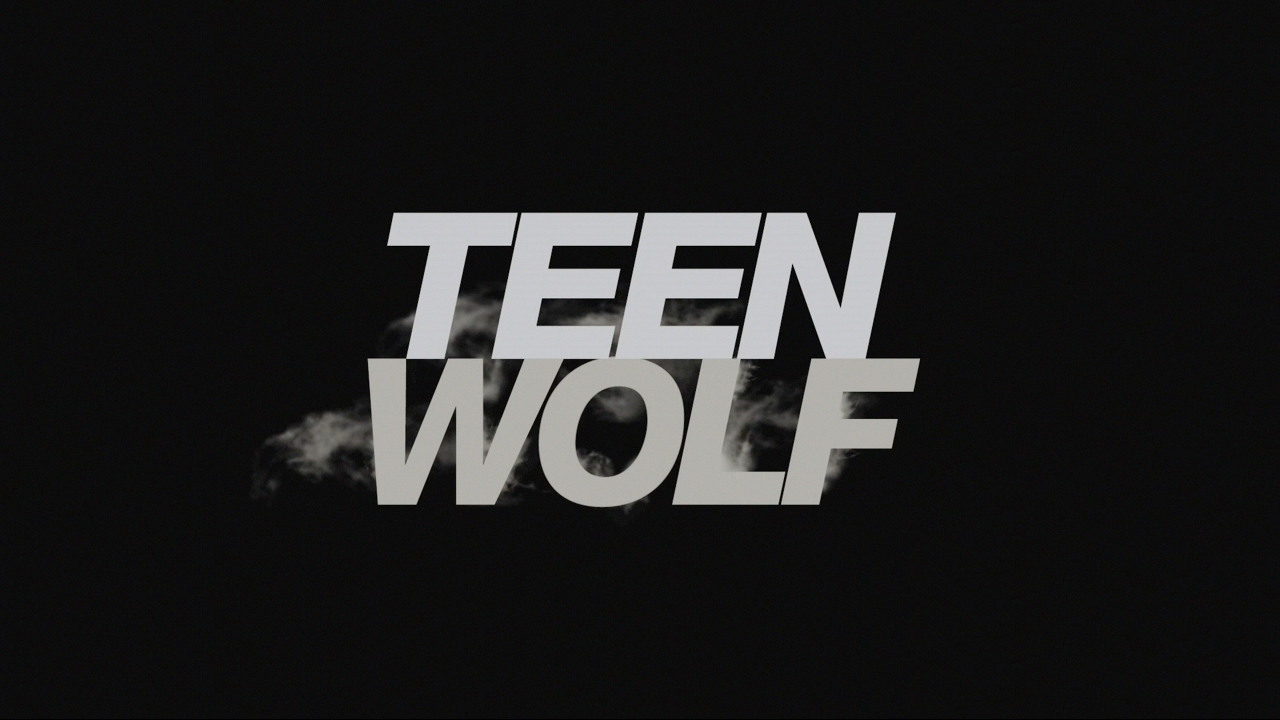
Logotipo da série de TV "Teen Wolf"

Teen Wolf é uma série de televisão americana de drama–sobrenatural desenvolvida por Jeff Davis vagamente baseada no filme de 1985 de mesmo nome, que estreou em 5 de junho de 2011 na MTV. O personagem central da série é Scott McCall (Tyler Posey), um estudante do ensino médio e socialmente excluído que é mordido por um lobisomem enquanto vagava pela floresta.
Uma websérie de 6 episódios, intitulada "Search for a Cure", produzida e apresentada pela AT&T, foi lançada durante a primeira temporada da série em 2011. Ela pode ser vista no site da AT&T, e também no site da MTV.com. A partir da segunda metade da terceira temporada, um talk show spin-off, chamado Wolf Watch passou a ser exibido após o lançamento de cada episódio na MTV, originalmente apresentado por Jill Wagner e atualmente por Tyler Posey.
Em 9 de julho de 2015, Teen Wolf foi renovada para uma sexta temporada. Até janeiro de 2017, 90 episódios de Teen Wolf foram ao ar, concluindo a 6A, primeira parte da sexta temporada.

## Resumo
| Temporada | Temporada | Eps. | Eps. | Exibição original      | Exibição original      | Audiência (em milhões) | Audiência (em milhões) |
| Temporada | Temporada | Eps. | Eps. | Início                 | Término                | Audiência (em milhões) | Audiência (em milhões) |
| --------- | --------- | ---- | ---- | ---------------------- | ---------------------- | ---------------------- | ---------------------- |
|           | 1         | 12   | 12   | 5 de junho de 2011     | 15 de agosto de 2011   | 1.73                   |                        |
|           | 2         | 12   | 12   | 3 de junho de 2012     | 13 de agosto de 2012   | 1.69                   |                        |
|           | 3         | 24   | 12   | 3 de junho de 2013     | 19 de agosto de 2013   | 1.97                   |                        |
|           | 3         | 24   | 12   | 6 de janeiro de 2014   | 24 de março de 2014    | 1.97                   |                        |
|           | 4         | 12   | 12   | 23 de junho de 2014    | 8 de setembro de 2014  | 1.61                   |                        |
|           | 5         | 20   | 10   | 29 de junho de 2015    | 24 de agosto de 2015   | 1.05                   |                        |
|           | 5         | 20   | 10   | 5 de janeiro de 2016   | 8 de março de 2016     | 1.05                   |                        |
|           | 6         | 20   | 10   | 15 de novembro de 2016 | 31 de janeiro de 2017  | TBD                    |                        |
|           | 6         | 20   | 10   | 30 de julho de 2017    | 24 de setembro de 2017 | TBD                    |                        |

## Episódios

### 1.ª Temporada (2011)
| No. geral | No. | Título                        | Diretor(es)     | Escritor(es)                                                                                     | Exibição             | Audência (em milhões) |
| --------- | --- | ----------------------------- | --------------- | ------------------------------------------------------------------------------------------------ | -------------------- | --------------------- |
| 1         | 1   | "Wolf Moon"                   | Russell Mulcahy | História por : Jeff Davis, Jeph Loeb & Matthew Weisman Roteiro por : Jeph Loeb & Matthew Weisman | 5 de junho de 2011   | 2.17                  |
| 2         | 2   | "Second Chance at First Line" | Russell Mulcahy | Jeff Davis                                                                                       | 6 de junho de 2011   | 1.47                  |
| 3         | 3   | "Pack Mentality"              | Russell Mulcahy | Jeff Vlaming                                                                                     | 13 de junho de 2011  | 1.82                  |
| 4         | 4   | "Magic Bullet"                | Toby Wilkins    | Daniel Sinclair                                                                                  | 20 de junho de 2011  | 1.80                  |
| 5         | 5   | "The Tell"                    | Toby Wilkins    | Monica Macer                                                                                     | 27 de junho de 2011  | 1.68                  |
| 6         | 6   | "Heart Monitor"               | Toby Wilkins    | Daniel Sinclair                                                                                  | 4 de julho de 2011   | 1.21                  |
| 7         | 7   | "Night School"                | Tim Andrew      | Jeff Vlaming                                                                                     | 11 de julho de 2011  | 1.66                  |
| 8         | 8   | "Lunatic"                     | Tim Andrew      | Monica Macer                                                                                     | 18 de julho de 2011  | 1.76                  |
| 9         | 9   | "Wolf's Bane"                 | Tim Andrew      | Jonathon Roessler                                                                                | 25 de julho de 2011  | 1.93                  |
| 10        | 10  | "Co-Captain"                  | Russell Mulcahy | Jeff Vlaming                                                                                     | 1 de agosto de 2011  | 1.49                  |
| 11        | 11  | "Formality"                   | Russell Mulcahy | Monica Macer                                                                                     | 8 de agosto de 2011  | 1.74                  |
| 12        | 12  | "Code Breaker"                | Russell Mulcahy | Jeff Davis                                                                                       | 15 de agosto de 2011 | 2.08                  |

### 2.ª Temporada (2012)
| No. geral | No. | Título          | Diretor(es)                  | Escritor(es)               | Exibição             | Audência (em milhões) |
| --------- | --- | --------------- | ---------------------------- | -------------------------- | -------------------- | --------------------- |
| 13        | 1   | "Omega"         | Russell Mulcahy              | Jeff Davis                 | 3 de junho de 2012   | 2.11                  |
| 14        | 2   | "Shape Shifted" | Russell Mulcahy              | Andrew Cochran             | 4 de junho de 2012   | 1.75                  |
| 15        | 3   | "Ice Pick"      | Tim Andrew                   | Luke Passmore              | 11 de junho de 2012  | 1.76                  |
| 16        | 4   | "Abomination"   | Tim Andrew                   | Christian Taylor           | 18 de junho de 2012  | 1.69                  |
| 17        | 5   | "Venomous"      | Tim Andrew                   | Nick Antosca & Ned Vizzini | 25 de junho de 2012  | 1.65                  |
| 18        | 6   | "Frenemy"       | Russell Mulcahy              | Jeff Davis                 | 2 de julho de 2012   | 1.65                  |
| 19        | 7   | "Restraint"     | Russell Mulcahy              | Nick Antosca & Ned Vizzini | 9 de julho de 2012   | 1.72                  |
| 20        | 8   | "Raving"        | Russell Mulcahy              | Jeff Davis                 | 16 de julho de 2012  | 1.33                  |
| 21        | 9   | "Party Guessed" | Tim Andrew                   | Jeff Davis                 | 23 de julho de 2012  | 1.65                  |
| 22        | 10  | "Fury"          | Tim Andrew                   | Jeff Davis                 | 30 de julho de 2012  | 1.60                  |
| 23        | 11  | "Battlefield"   | Tim Andrew                   | Jeff Davis                 | 6 de agosto de 2012  | 1.72                  |
| 24        | 12  | "Master Plan"   | Tim Andrew & Russell Mulcahy | Jeff Davis                 | 13 de agosto de 2012 | 1.71                  |

### 3.ª Temporada (2013–14)
| No. geral | No. | Título                       | Diretor(es)      | Escritor(es)                 | Exibição                | Audência (em milhões) |
| Parte 1   |     |                              |                  |                              |                         |                       |
| --------- | --- | ---------------------------- | ---------------- | ---------------------------- | ----------------------- | --------------------- |
| 25        | 1   | "Tattoo"                     | Russell Mulcahy  | Jeff Davis                   | 3 de junho de 2013      | 2.36                  |
| 26        | 2   | "Chaos Rising"               | Russell Mulcahy  | Jeff Davis                   | 10 de junho de 2013     | 2.11                  |
| 27        | 3   | "Fireflies"                  | Tim Andrew       | Lucas Sussman                | 17 de junho de 2013     | 1.67                  |
| 28        | 4   | "Unleashed"                  | Tim Andrew       | Alyssa Clark & Jesec Griffin | 24 de junho de 2013     | 1.91                  |
| 29        | 5   | "Frayed"                     | Robert Hall      | Angela L. Harvey             | 1 de julho de 2013      | 1.63                  |
| 30        | 6   | "Motel California"           | Christian Taylor | Christian Taylor             | 8 de julho de 2013      | 1.86                  |
| 31        | 7   | "Currents"                   | Russell Mulcahy  | Jeff Davis                   | 15 de julho de 2013     | 1.82                  |
| 32        | 8   | "Visionary"                  | Russell Mulcahy  | Jeff Davis                   | 22 de julho de 2013     | 1.78                  |
| 33        | 9   | "The Girl Who Knew Too Much" | Tim Andrew       | Jeff Davis                   | 29 de julho de 2013     | 1.77                  |
| 34        | 10  | "The Overlooked"             | Russell Mulcahy  | Jeff Davis                   | 5 de agosto de 2013     | 1.97                  |
| 35        | 11  | "Alpha Pact"                 | Tim Andrew       | Jeff Davis                   | 12 de agosto de 2013    | 1.91                  |
| 36        | 12  | "Lunar Ellipse"              | Russell Mulcahy  | Jeff Davis                   | 19 de agosto de 2013    | 2.08                  |
| Parte 2   |     |                              |                  |                              |                         |                       |
| 37        | 13  | "Anchors"                    | Russell Mulcahy  | Jeff Davis                   | 6 de janeiro de 2014    | 2.43                  |
| 38        | 14  | "More Bad Than Good"         | Tim Andrew       | Jeff Davis                   | 13 de janeiro de 2014   | 1.91                  |
| 39        | 15  | "Galvanize"                  | Robert Hall      | Eoghan O'Donnell             | 20 de janeiro de 2014   | 2.00                  |
| 40        | 16  | "Illuminated"                | Russell Mulcahy  | Alyssa Clark                 | 27 de janeiro de 2014   | 1.87                  |
| 41        | 17  | "Silverfinger"               | Jennifer Lynch   | Moira McMahon Leeper         | 3 de fevereiro de 2014  | 2.26                  |
| 42        | 18  | "Riddled"                    | Tim Andrew       | Christian Taylor             | 10 de fevereiro de 2014 | 2.09                  |
| 43        | 19  | "Letharia Vulpina"           | Russell Mulcahy  | Jeff Davis                   | 17 de fevereiro de 2014 | 2.12                  |
| 44        | 20  | "Echo House"                 | Tim Andrew       | Jeff Davis                   | 24 de fevereiro de 2014 | 1.94                  |
| 45        | 21  | "The Fox and the Wolf"       | Tim Andrew       | Ian Stokes                   | 3 de março de 2014      | 2.06                  |
| 46        | 22  | "De-Void"                    | Christian Taylor | Jeff Davis                   | 10 de março de 2014     | 1.80                  |
| 47        | 23  | "Insatiable"                 | Tim Andrew       | Jeff Davis                   | 17 de março de 2014     | 2.00                  |
| 48        | 24  | "The Divine Move"            | Russell Mulcahy  | Jeff Davis                   | 24 de março de 2014     | 2.26                  |

### 4.ª Temporada (2014)
| No. geral | No. | Título                  | Diretor(es)      | Escritor(es)            | Exibição              | Audência (em milhões) |
| --------- | --- | ----------------------- | ---------------- | ----------------------- | --------------------- | --------------------- |
| 49        | 1   | "The Dark Moon"         | Russell Mulcahy  | Jeff Davis              | 23 de junho de 2014   | 2.18                  |
| 50        | 2   | "117"                   | Christian Taylor | Eoghan O'Donnell        | 30 de junho de 2014   | 1.55                  |
| 51        | 3   | "Muted"                 | Tim Andrew       | Alyssa Clark            | 7 de julho de 2014    | 1.55                  |
| 52        | 4   | "The Benefactor"        | Russell Mulcahy  | Jeff Davis & Ian Stokes | 14 de julho de 2014   | 1.72                  |
| 53        | 5   | "I.E.D."                | Jennifer Lynch   | Angela L. Harvey        | 21 de julho de 2014   | 1.61                  |
| 54        | 6   | "Orphaned"              | Russell Mulcahy  | Jeff Davis              | 28 de julho de 2014   | 1.56                  |
| 55        | 7   | "Weaponized"            | Tim Andrew       | Alyssa Clark            | 4 de agosto de 2014   | 1.75                  |
| 56        | 8   | "Time of Death"         | Jann Turner      | Angela L. Harvey        | 11 de Agosto de 2014  | 1.68                  |
| 57        | 9   | "Perishable"            | Jennifer Lynch   | Eric Wallace            | 18 de agosto de 2014  | 1.48                  |
| 58        | 10  | "Monstrous"             | J.D. Taylor      | Jeff Davis & Ian Stokes | 25 de agosto de 2014  | 1.44                  |
| 59        | 11  | "A Promise to the Dead" | Tim Andrew       | Jeff Davis & Ian Stokes | 1 de setembro de 2014 | 1.29                  |
| 60        | 12  | "Smoke and Mirrors"     | Russell Mulcahy  | Jeff Davis              | 8 de setembro de 2014 | 1.54                  |

### 5.ª Temporada (2015–16)
| No. geral | No. | Título                      | Diretor(es)      | Escritor(es)                    | Exibição                | Audência (em milhões) |
| Parte 1   |     |                             |                  |                                 |                         |                       |
| --------- | --- | --------------------------- | ---------------- | ------------------------------- | ----------------------- | --------------------- |
| 61        | 1   | "Creatures of the Night"    | Russell Mulcahy  | Jeff Davis                      | 29 de junho de 2015     | 1.53                  |
| 62        | 2   | "Parasomnia"                | Tim Andrew       | Jeff Davis                      | 30 de junho de 2015     | 1.18                  |
| 63        | 3   | "Dreamcatchers"             | Russell Mulcahy  | Talia Gonzalez & Bisanne Masoud | 6 de julho de 2015      | 1.38                  |
| 64        | 4   | "Condition Terminal"        | Bronwen Hughes   | Jeff Davis & Ian Stokes         | 13 de julho de 2015     | 1.01                  |
| 65        | 5   | "A Novel Approach"          | Tim Andrew       | Angela L. Harvey                | 20 de julho de 2015     | 1.26                  |
| 66        | 6   | "Required Reading"          | Alice Troughton  | Jeff Davis & Ian Stokes         | 27 de julho de 2015     | 1.14                  |
| 67        | 7   | "Strange Frequencies"       | Russell Mulcahy  | Angela L. Harvey                | 3 de agosto de 2015     | 1.09                  |
| 68        | 8   | "Ouroboros"                 | David Daniel     | Will Wallace                    | 10 de agosto de 2015    | 1.10                  |
| 69        | 9   | "Lies of Omission"          | Tim Andrew       | Eric Wallace                    | 17 de agosto de 2015    | 1.10                  |
| 70        | 10  | "Status Asthmaticus"        | Russell Mulcahy  | Jeff Davis & Ian Stokes         | 24 de agosto de 2015    | 0.96                  |
| Parte 2   |     |                             |                  |                                 |                         |                       |
| 71        | 11  | "The Last Chimera"          | Russell Mulcahy  | Jeff Davis                      | 5 de janeiro de 2016    | 1.11                  |
| 72        | 12  | "Damnatio Memoriae"         | Tim Andrew       | Brian Sieve                     | 12 de janeiro de 2016   | 0.93                  |
| 73        | 13  | "Codominance"               | Jennifer Lynch   | Will Wallace                    | 19 de janeiro de 2016   | 0.92                  |
| 74        | 14  | "The Sword and the Spirit"  | Kate Eastridge   | Angela L. Harvey                | 26 de janeiro de 2016   | 0.92                  |
| 75        | 15  | "Amplification"             | Russell Mulcahy  | Lindsay Jewett Sturman          | 2 de fevereiro de 2016  | 0.97                  |
| 76        | 16  | "Lie Ability"               | Russell Mulcahy  | Eric Wallace                    | 9 de fevereiro de 2016  | 0.89                  |
| 77        | 17  | "A Credible Threat"         | Tim Andrew       | Jeff Davis                      | 16 de fevereiro de 2016 | 0.97                  |
| 78        | 18  | "Maid of Gevaudan"          | Joseph P. Genier | Jeff Davis                      | 23 de fevereiro de 2016 | 0.76                  |
| 79        | 19  | "The Beast of Beacon Hills" | Tim Andrew       | Eric Wallac                     | 1 de março de 2016      | 0.91                  |
| 80        | 20  | "Apotheosis"                | Russell Mulcahy  | Jeff Davis                      | 8 de março de 2016      | 0.80                  |

### 6.ª Temporada (2016–17)
| No. geral | No. | Título                       | Diretor(es)      | Escritor(es)                              | Exibição               | Audência (em milhões) |
| Parte 1   |     |                              |                  |                                           |                        |                       |
| --------- | --- | ---------------------------- | ---------------- | ----------------------------------------- | ---------------------- | --------------------- |
| 81        | 1   | "Memory Lost"                | Tim Andrew       | Lindsay Jewett Sturman                    | 15 de novembro de 2016 | 0.57                  |
| 82        | 2   | "Superposition"              | JD Taylor        | Mark H. Kruger                            | 22 de novembro de 2016 | 0.41                  |
| 83        | 3   | "Sundowning"                 | David Daniel     | Will Wallace                              | 29 de novembro de 2016 | 0.43                  |
| 84        | 4   | "Relics"                     | Tim Andrew       | Eric Wallace                              | 6 de dezembro de 2016  | 0.51                  |
| 85        | 5   | "Radio Silence"              | Russell Mulcahy  | Ross Maxwell                              | 13 de dezembro de 2016 | 0.55                  |
| 86        | 6   | "Ghosted"                    | Russell Mulcahy  | Angela L. Harvey                          | 3 de janeiro de 2017   | 0.45                  |
| 87        | 7   | "Heartless"                  | Kate Eastridge   | Antoinette Stella                         | 10 de janeiro de 2017  | 0.43                  |
| 88        | 8   | "Blitzkrieg"                 | Joseph P. Genier | Will Wallace                              | 17 de janeiro de 2017  | 0.44                  |
| 89        | 9   | "Memory Found"               | Tim Andrew       | Mark H. Kruger & Antoinette Stella        | 24 de janeiro de 2017  | 0.49                  |
| 90        | 10  | "Riders on the Storm"        | Russell Mulcahy  | Lindsay Jewett Sturman & Joseph P. Genier | 31 de janeiro de 2017  | 0.45                  |
| Parte 2   |     |                              |                  |                                           |                        |                       |
| 91        | 11  | "Said the Spider to the Fly" | Russell Mulcahy  | Adam Karp                                 | 30 de julho de 2017    | 0.52                  |

## Especiais

### Search for a Cure
| No. | Título       | Diretor(es) | Escritor(es) | Exibição            |
| --- | ------------ | ----------- | ------------ | ------------------- |
| 1   | "Episódio 1" | Jeff Davis  | Jeff Davis   | 29 de junho de 2011 |
| 2   | "Episódio 2" | Jeff Davis  | Jeff Davis   | 29 de junho de 2011 |
| 3   | "Episódio 3" | Jeff Davis  | Jeff Davis   | 4 de julho de 2011  |
| 4   | "Episódio 4" | Jeff Davis  | Jeff Davis   | 11 de julho de 2011 |
| 5   | "Episódio 5" | Jeff Davis  | Jeff Davis   | 18 de julho de 2011 |
| 6   | "Episódio 6" | Jeff Davis  | Jeff Davis   | 25 de julho de 2011 |

### Revelations
| No. | Título             | Discussão                                                    | Exibição             |
| --- | ------------------ | ------------------------------------------------------------ | -------------------- |
| 1   | "Origins"          | Primeira temporada                                           | 21 de maio de 2012   |
| 2   | "Revelations 205"  | Segunda temporada                                            | 25 de junho de 2012  |
| 3   | "Revelations 212"  | Final da segunda temporada e a estreia da terceira temporada | 13 de agosto de 2012 |
| 4   | "Back to the Pack" | Primeiras duas temporadas e a estreia da terceira temporada  | 27 de maio de 2013   |
| 5   | "Revelations 307"  | Terceira temporada                                           | 15 de julho de 2013  |
| 6   | "Revelations 312"  | Final da terceira temporada                                  | 19 de agosto de 2013 |